# Hiperplàsia nodular focal
La hiperplàsia nodular focal (HNF) és un tumor del fetge benigne, que és el segon més freqüent després de l'hemangioma hepàtic. Sol ser asimptomàtic, rarament creix o sagna, i no té potencial maligne. Aquest tumor se solia extirpar sovint perquè era difícil de distingir de l'adenoma hepàtic, però amb la imatge multifàsica moderna se sol diagnosticar amb criteris d'imatge estrictes i no es reseca.